# Lothar Malskat
Lothar Malskat, né le 3 mai 1913 à Königsberg et mort le 10 février 1988 à Lübeck, est un peintre et faussaire allemand.

## Biographie
Doué pour le dessin, Malskat entre comme élève à l'Académie des arts de Königsberg et reçoit entre autres l'enseignement de Franz Marten (1898-1970) qui le recommande à des historiens d'art et des spécialistes de restauration, dont Ernst Fey (1874-1954). Le jeune-homme devient l'assistant de Fey à partir de février 1937, chargé de restaurer églises et monuments de la Silésie. Le chantier commence avec la cathédrale de Schleswig, Fey  enrôle également son propre fils, Dietrich.

### La fresque au dindon

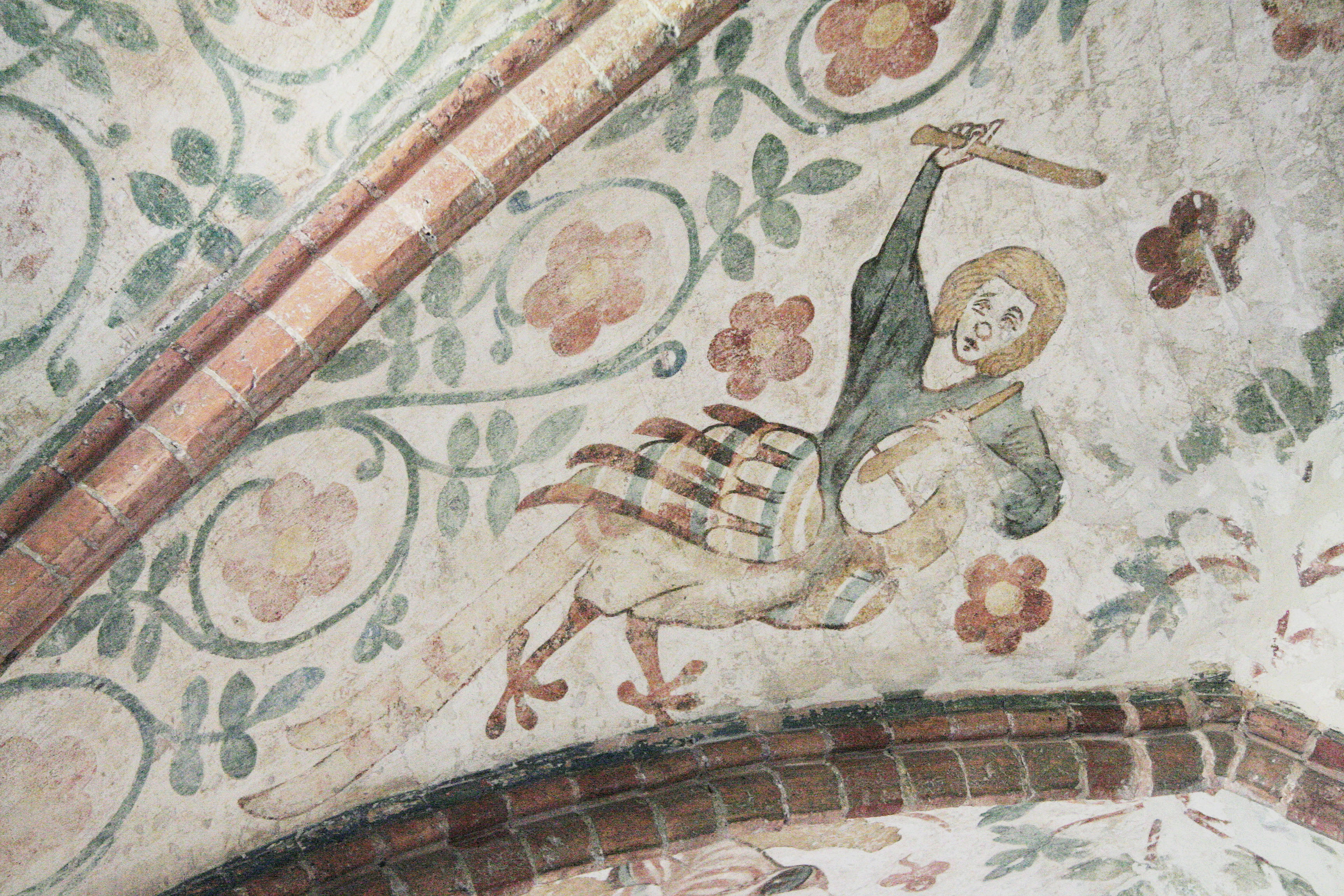
Détail actuel d'une partie des fresques de la cathédrale de Schleswig.

Cette cathédrale comportait à l'époque sur ses murs de nombreuses fresques alourdies par des repeints, dont une par August Olbers (1860-?), vers 1888. L'équipe de Fey s'attaque aux repeints par une série de nettoyages dans le but de leur rendre leur apparence primitive. Ce faisant, ne demeurent plus que quelques traces censées remonter à l'époque gothique. De peur d'être sanctionné pour destruction de patrimoine, Frey demande à Malskat de rafraîchir l'ensemble et l'encourage à faire preuve d'initiative. En 1940, l'historien d'art Alfred Stange (1894-1968) publie un essai sur les fresques des églises silésiennes dans lequel il salue le travail de Fey, le tout illustré d'une vingtaine de reproductions en couleurs. On y voit des frises mettant en scène des personnages entourés de créatures surnaturelles. Stange les estime remonter au XIVe siècle, mais, il fait remarquer qu'un détail l'étonne : on distingue parmi le bestiaire peint, un dindon. Or cet animal n'arrive en Europe que vers 1550. Aussitôt, les idéologues nazis s'emparent de cette découverte et s'en servent comme d'une preuve indiscutable de la découverte de l'Amérique par les Vikings. La guerre fait, pour un temps, retomber cette affaire dans l'oubli.

### Les faux modernes
Mobilisé, Malskat est envoyé en Norvège. En 1946, il se retrouve sans ressources, et est contacté par Dietrich Fey. Les deux hommes mettent en place un atelier de fabrication d'œuvres modernes, imitées entre autres du style de Marc Chagall, Pablo Picasso, Maurice Utrillo, soit près de 600 pièces, qu'ils décident de vendre comme étant des originaux. 

### Fresques de l'église Sainte-Marie de Lübeck
Entre-temps, en 1948, les autorités de la ville de Lübeck, désireuses de célébrer le septième centenaire de l'église Sainte-Marie, contactent Malskat afin qu'il restaure certaines fresques, situées à hauteur du chœur, endommagées par un incendie durant la guerre. L'inauguration a lieu le 2 septembre 1950, en présence des autorités fédérales ; Konrad Adenauer visite les lieux et de nombreux experts s'extasient devant les fresques ; une série de timbres commémoratifs est même émise par la Deutsche Post.

### Scandale et procès
Le 10 mai 1952, Malskat se dénonce au bureau du procureur de Lübeck, en même temps qu'il implique dans sa déclaration Dietrich Fey, l'accusant d'être à l'origine de cette entreprise de fabrication de faux : il révèle le trafic de faux tableaux modernes mais aussi des fausses fresques gothiques de l'église Sainte-Marie. Il est arrêté le 23 janvier 1953.
Le 25 janvier 1955, il est condamné pour fraude à un an et six mois de prison ferme, Fey à vingt mois. Comme il avait déjà fait ce temps en préventive, il est libéré. Il choisit de s'enfuir au Danemark, et de là, fait appel. Son pourvoi étant rejeté, il revient en Allemagne. Les fresques de Sainte-Marie, quant à elles, sont effacées sur ordre des autorités épiscopales.

### Fin de carrière
Lothar Malskat continue à travailler comme peintre, et signe ses propres œuvres. En 1968, il expose ses propres aquarelles à Munich. Il donne des cours au sculpteur Rolf May. En 1966, le réalisateur Günter Meincke adapte sa vie dans un film destiné à la ZDF. En 1985, Günter Grass publie le roman La Ratte, dans lequel la vie de Malskat y est en partie transposée.
Il termine ses jours dans son atelier à Wulfsdorf, un quartier situé au sud de Lübeck où il meurt le 10 février 1988.